# 인텔리캐드
인텔리캐드(IntelliCAD)는 인텔리캐드 테크놀로지 컨소시엄 (IntelliCAD Technology Consortium, ITC)이 개발한 컴퓨터 지원 설계(CAD) 프로그램의 한 종류이다. 개인용 컴퓨터에서 구동되며, 업계에서 많이 사용되고 있는 오토데스크 사의 오토캐드 와 양방향으로 호환되며 동일한 명령어 구조를 갖고 있다. 산업표준인 DWG 형식과 외부 파일 형식인 DXF, 웹 기반의 벡터 형식인 DWF 등을 지원할뿐 아니라 벤틀리 의 마이크로스테이션 형식인 DGN 확장자도 지원한다. 인텔리캐드는 응용 프로그램 개발자 또는 사용자들이 add-on 프로그램을 작성할 수 있도록 많은 API를 지원하고 있다. IntelliCAD Lisp(오토캐드의 Autolisp에 해당), VBA, SDS(오토캐드의 ADS에 해당), IcARX(오토캐드의 Object ARX에 해당) 등을 포함한다. IcARX는 인텔리캐드의 기능을 확장하는 데 쓰이는 C++ 클래스 라이브러리이며, SDS나 리습, VBA, C# 등과 혼합되어 건축, 토목, 전기, 플랜트, 가구/인테리어 설계는 물론 BOM을 추출하기 위한 프로그램 개발에 사용된다. ODA(Open dwg Alliance)의 DwgDirect를 기반으로 하고 있는데, 2024년7월에 출시된 IntelliCAD r13에서는 IcARX가 많이 개선됨으로써 AutoCAD ARX 코드를 포팅하는 게 한결 수월해졌다. 대한민국에서는 (주)캐디안이 IntelliCAD 기반으로 CADian를 출시하여, 130여개 국가에 보급하면서 대안CAD의 인지도를 제고 시키고 있다.

## 인텔리캐드 기반 소프트웨어
- CADian Professional
- CADian Classic
- 4M software
- ACCA software
- ActCAD
- ArCADia software
- BackToCAD CADdirect and Print2CAD
- CAD Projekt software
- Carlson software
- CMS IntelliCAD
- FRAMECAD software
- JyaCAD
- Leica IMS Map360
- MicroSurvey CAD
- Mitek Wrightsoft Right-CAD
- Progesoft ProgeCAD
- Trimble StabiCAD
- WebCAD
- Zwsoft ZWCAD

사용되는 산업군:
- AEC
- BIM (IDEA)[1]
- 민간/설문조사[2]
- 일반 캐드 소프트웨어[3][4]
- 시공간 (Map360)[5]
- 인테리어 디자인
- Machine Automation[6]
- 제조
- MEP/HVAC (Fine MEP),[7] (ALCAD based on CMS IntelliCAD)[8]

## 같이 보기
- 컴퓨터 지원 설계